# Hockey su prato ai Giochi della XXX Olimpiade - Torneo maschile
Il torneo maschile di hockey su prato dei Giochi Olimpici di Londra 2012 si è svolto alla Riverbank Arena di Londra fra il 30 luglio e l'11 agosto.

## Formula
12 squadre sono inizialmente inserite in due gironi composti da 6 squadre ciascuno in cui ogni squadra affronterà le altre appartenenti allo stesso girone. Le prime due di ogni gruppo accederanno alle semifinali del torneo, in cui le perdenti giocheranno la finale 3º-4º posto che assegnerà la medaglia di bronzo mentre le vincenti si qualificheranno alla finale del torneo che assegnerà la medaglia d'oro e la medaglia d'argento.

## Qualificazioni
| Maschile                               | Data                    | Organizzatore             | Posti | Qualificati                 |
| -------------------------------------- | ----------------------- | ------------------------- | ----- | --------------------------- |
| XVI Giochi asiatici                    | 15-25 novembre 2010     | Cina, Canton              | 1     | Pakistan                    |
| EuroHockey Nations Championship 2011   | 20-28 agosto 2011       | Germania, Mönchengladbach | 3     | Paesi Bassi Germania Belgio |
| Qualificazioni Olimpiche Africane 2011 | 2-11 settembre 2011     | Zimbabwe, Bulawayo        | 1     | -1                          |
| Coppa d'Oceania 2011                   | 6-9 ottobre 2011        | Australia, Hobart         | 2     | Nuova Zelanda Australia     |
| XVI Giochi panamericani                | 14-30 ottobre 2011      | Messico, Guadalajara      | 1     | Stati Uniti                 |
| Preolimpico 1                          | 18-26 febbraio 2012     | India, New Delhi          | 1     | Argentina                   |
| Preolimpico 2                          | 10-18 marzo 2012        | Irlanda, Dublino          | 1     | Corea del Sud               |
| Preolimpico 3                          | 25 aprile-6 maggio 2012 | Giappone, Kakamigahara    | 1     | Sudafrica                   |
| Nazione ospitante                      | -                       | -                         | 1     | Gran Bretagna               |
| Invito                                 | -                       | -                         | 1     | Spagna                      |
| TOTALE                                 |                         |                           | 12    |                             |

1Il Sud Africa partecipa anche al Preolimpico 3 quindi per invito arriva la  Spagna.

## Risultati

### Fase preliminare
Le migliori due squadre di ogni gruppo passano alle semifinali.
|  | Qualificate alle semifinali |
|  | Eliminate                   |

#### Gruppo A
| Squadra       | P.ti | G | V | P | S | GF | GS | DR  |
| ------------- | ---- | - | - | - | - | -- | -- | --- |
| Australia     | 11   | 5 | 3 | 2 | 0 | 23 | 5  | +18 |
| Gran Bretagna | 9    | 5 | 2 | 3 | 0 | 14 | 8  | +6  |
| Spagna        | 8    | 5 | 2 | 2 | 1 | 8  | 10 | -2  |
| Pakistan      | 7    | 5 | 2 | 1 | 2 | 9  | 16 | -7  |
| Argentina     | 4    | 5 | 1 | 1 | 3 | 10 | 14 | -4  |
| Sudafrica     | 1    | 5 | 0 | 1 | 4 | 11 | 22 | -11 |

| Data     | Ora¹  | Partita       | Partita | Partita       |
| -------- | ----- | ------------- | ------- | ------------- |
| 30.07.12 | 10:45 | Australia     | 6-0     | Sudafrica     |
| 30.07.12 | 13:45 | Spagna        | 1-1     | Pakistan      |
| 30.07.12 | 19:00 | Gran Bretagna | 4-1     | Argentina     |
| 01.08.12 | 08:30 | Spagna        | 0-5     | Australia     |
| 01.08.12 | 13:45 | Sudafrica     | 2-2     | Gran Bretagna |
| 01.08.12 | 19:00 | Pakistan      | 2-0     | Argentina     |
| 03.08.12 | 08:30 | Australia     | 2-2     | Argentina     |
| 03.08.12 | 16:00 | Gran Bretagna | 4-1     | Pakistan      |
| 03.08.12 | 19:00 | Sudafrica     | 2-3     | Spagna        |
| 05.08.12 | 10:45 | Pakistan      | 5-4     | Sudafrica     |
| 05.08.12 | 19:00 | Gran Bretagna | 3-3     | Australia     |
| 05.08.12 | 21:15 | Argentina     | 1-3     | Spagna        |
| 07.08.12 | 10:45 | Australia     | 7-0     | Pakistan      |
| 07.08.12 | 13:45 | Argentina     | 6-3     | Sudafrica     |
| 07.08.12 | 19:00 | Spagna        | 1-1     | Gran Bretagna |

- (¹) - Ora locale (BST)

1ª giornata
| Arbitri: | Roel van Eert Marcin Grochal |

|                                                                                             |           |  |
| J. Dwyer 16’ (rig.) 48’ (ac) 58’ (rig.) M. Butturini 33’ C. Ciriello 46’ (ac) G. Turner 62’ | Marcatori |  |

| Arbitri: | Simon Taylor Nigel Iggo |

|                |           |             |
| P. Quemada 47’ | Marcatori | 46’ R. Butt |

| Arbitri: | Raghu Prasad Christian Blasch |

|                                                        |           |                    |
| B. Middleton 22’ (ac) 42’ D. Fox 49’ R. Smith 53’ (ac) | Marcatori | 55’ (ac) P. Ibarra |

2ª giornata
| Arbitri: | Kim Hong-Lae Christian Blasch |

|  |           |                                                                               |
|  | Marcatori | 9’ R. Ford 14’ M. Butturini 29’ S. Orchard 40’ G. Turner 69’ (ac) E. Ockenden |

| Arbitri: | Nigel Iggo Roelvan Eert |

|                                   |           |                         |
| A. Smith 60’ (ac) J. Robinson 64’ | Marcatori | 14’ (ac) 68’ A. Jackson |

| Arbitri: | John Wright Marcin Grochal |

|                                     |           |  |
| M. Imran 30’ (ac) S. Abbas 44’ (ac) | Marcatori |  |

3ª giornata
| Arbitri: | Raghu Prasad John Wright |

|                                    |           |                                 |
| M. Butturini 12’ (ac) J. Dwyer 35’ | Marcatori | 47’ M. Vila 68’ (ac) G. Peillat |

| Arbitri: | Simon Taylor Marcelo Servetto |

|                                                          |           |                   |
| J. Tindall 4’ J. Clarke 26’ A. Jackson 50’ (ac) 67’ (ac) | Marcatori | 70’ (ac) S. Abbas |

| Arbitri: | German Montes de Oca Tim Pullman |

|                                           |           |                                                     |
| J. Reid-Ross 26’ (ac) L. Norris-Jones 63’ | Marcatori | 30’ (ac) M. Salles 42’ P. Quemada 55’ (ac) M. Delas |

4ª giornata
| Arbitri: | Marcelo Servetto Colin Hutchinson |

|                                                                |           |                                                          |
| A.H. Khan 20’ 26’ S. Rasool 23’ S. Abbas 64’ (ac) W. Ahmad 67’ | Marcatori | 2’ T. McDade 22’ (ac) 35’ (ac) J. Reid-Ross 38’ W. Paton |

| Arbitri: | Christian Blasch John Wright |

|                                                    |           |                               |
| J. Clarke 47’ B. Middleton 54’ (ac) J. Tindall 66’ | Marcatori | 7’ 11’ R. Ford 41’ M. Knowles |

| Arbitri: | Hamish Jamson Tim Pullman |

|             |           |                                          |
| L. Vila 55’ | Marcatori | 66’ P. Quemada 67’ M. Delas 70’ E. Tubau |

5ª giornata
| Arbitri: | Gary Simmonds Christian Blasch |

| |           |  |
| L. de Young 5’ (ac) M. Knowles 6’ (rig.) C. Ciriello 29’ (ac) 34’ R. Ford 42’ J. Dwyer 48’ (ac) G. Turner 70’ | Marcatori |  |

| Arbitri: | Raghu Prasad Nathan Stagno |

|                                                                        |           |                                                         |
| G. Peillat 25’ (ac) 39’ (ac) 65’ (ac) L. Rossi 33’ F. Callioni 45’ 50’ | Marcatori | 7’ (ac) J. Reid-Ross 8’ L. Norris-Jones 64’ J. Robinson |

| Arbitri: | Simon Taylor John Wright |

|                     |           |                     |
| P. Quemada 55’ (ac) | Marcatori | 33’ (ac) A. Jackson |

#### Gruppo B
| Squadra       | P.ti | G | V | P | S | GF | GS | DR  |
| ------------- | ---- | - | - | - | - | -- | -- | --- |
| Paesi Bassi   | 15   | 5 | 5 | 0 | 0 | 18 | 7  | +11 |
| Germania      | 10   | 5 | 3 | 1 | 1 | 14 | 11 | +3  |
| Belgio        | 7    | 5 | 2 | 1 | 2 | 8  | 7  | +1  |
| Corea del Sud | 6    | 5 | 2 | 0 | 3 | 9  | 8  | +1  |
| Nuova Zelanda | 5    | 5 | 1 | 2 | 2 | 10 | 14 | -4  |
| India         | 0    | 5 | 0 | 0 | 5 | 6  | 18 | -12 |

| Data     | Ora¹  | Partita       | Partita | Partita       |
| -------- | ----- | ------------- | ------- | ------------- |
| 30.07.12 | 08:30 | Corea del Sud | 2-0     | Nuova Zelanda |
| 30.07.12 | 16:00 | Paesi Bassi   | 3-2     | India         |
| 30.07.12 | 21:15 | Germania      | 2-1     | Belgio        |
| 01.08.12 | 10:45 | Belgio        | 1-3     | Paesi Bassi   |
| 01.08.12 | 16:00 | Nuova Zelanda | 3-1     | India         |
| 01.08.12 | 21:15 | Corea del Sud | 0-1     | Germania      |
| 03.08.12 | 10:45 | Paesi Bassi   | 5-1     | Nuova Zelanda |
| 03.08.12 | 13:45 | Germania      | 5-2     | India         |
| 03.08.12 | 21:15 | Belgio        | 2-1     | Corea del Sud |
| 05.08.12 | 08:30 | Nuova Zelanda | 1-1     | Belgio        |
| 05.08.12 | 13:15 | India         | 1-4     | Corea del Sud |
| 05.08.12 | 16:00 | Paesi Bassi   | 3-1     | Germania      |
| 07.08.12 | 08:30 | Corea del Sud | 2-4     | Paesi Bassi   |
| 07.08.12 | 16:00 | India         | 0-3     | Belgio        |
| 07.08.12 | 21:15 | Germania      | 5-5     | Nuova Zelanda |

1ª giornata
| Arbitri: | Hamish Jamson German Montes de Oca |

|                     |           |  |
| You Hyo-Sik 20’ 34’ | Marcatori |  |

| Arbitri: | Tim Pullman Nathan Stagno |

|                                                                       |           |                           |
| R. van der Horst 20’ R. Weusthof 29’ (ac) M. van der Weerden 51’ (ac) | Marcatori | 45’ D. Singh 48’ S. Singh |

| Arbitri: | Colin Hutchinson Marcelo Servetto |

|                            |           |                     |
| F. Fuchs 13’ C. Zeller 45’ | Marcatori | 4’ (ac) J. Dekeyser |

2ª giornata
| Arbitri: | Hamish Jamson Gary Simmonds |

|                      |           |                                                      |
| J. Dekeyser 58’ (ac) | Marcatori | 43’ (ac) 62’ (ac) M. van der Weerden 70’ B. de Voogd |

| Arbitri: | Ged Curran Colin Hutchinson |

|                                                         |           |                    |
| A. Hayward 13’ (ac) P. Burrows 24’ (rig.) N. Wilson 29’ | Marcatori | 2’ (ac) San. Singh |

| Arbitri: | David Gentles Nathan Stagno |

|  |           |                    |
|  | Marcatori | 33’ (ac) C. Zeller |

3ª giornata
| Arbitri: | Ged Curran Nathan Stagno |

|                                                                                        |           |             |
| R. Weusthof 16’ (rig.) M. van der Weerden 27’ (ac) B. Bakker 29’ 56’ R. Kempermann 67’ | Marcatori | 5’ S. Child |

| Arbitri: | Kim Hong-Lae Gary Simmonds |

|                                               |           |                                         |
| F. Fuchs 7’ 16’ 36’ O. Korn 24’ C. Wesley 34’ | Marcatori | 13’ (ac) V.R. Raghunath 62’ T. Khandker |

| Arbitri: | David Gentles Nigel Iggo |

|                             |           |                       |
| T. Boon 37’ C. Charlier 61’ | Marcatori | 46’ (ac) Nam Hyun-Woo |

4ª giornata
| Arbitri: | German Montes de Oca Roel van Eert |

|               |           |             |
| N. Wilson 54’ | Marcatori | 48’ T. Boon |

| Arbitri: | Simon Taylor Gary Simmonds |

|                 |           |                                                                       |
| G.S. Chandi 10’ | Marcatori | 6’ (ac) Jang Jong-Hyun 59’ (ac) 70’ (ac) Nam Hyun-Woo 68’ Seo Jong-Ho |

| Arbitri: | David Gentles Ged Curran |

|                                                               |           |                   |
| B. de Voogd 14’ T. de Nooijer 36’ M. van der Weerden 41’ (ac) | Marcatori | 3’ (ac) C. Zeller |

5ª giornata
| Arbitri: | Marcin Grochal Ged Curran |

|                                             |           |                                                                               |
| Nam Hyun-Woo 53’ (ac) Lee Nam-Yong 62’ (ac) | Marcatori | 17’ (ac) M. van der Weerden 21’ V. Verga 47’ (rig.) R. Weusthof 64’ B. Bakker |

| Arbitri: | Kim Hong Lae Nigel Iggo |

|  |           |                                            |
|  | Marcatori | 15’ J. Dekeyser 47’ G. Boccard 67’ T. Boon |

| Arbitri: | David Gentles Hamish Jamson |

|                                                                      |           |                                                                        |
| O. Deecke 10’ F. Fuchs 27’ T. Stralkowski 47’ (ac) C. Zeller 51’ 69’ | Marcatori | 4’ N. Wilson 6’ (ac) R. Petherick 21’ S. Jenness 30’ (ac) 36’ S. Child |

### Fase ad eliminazione diretta

#### Finali

##### 11º e 12º posto
| Arbitri: | Kim Hong Lae German Montes de Oca |

|                                                  |           |                                  |
| A. Cronje 8’ T. Drummond 34’ L. Norris-Jones 65’ | Marcatori | 14’ (ac) San. Singh 67’ D. Singh |

##### 9º e 10º posto
| Arbitri: | Marcin Grochal Tim Pullman |

|                    |           |                                                   |
| P. Ibarra 59’ (ac) | Marcatori | 4’ S. Jenness 21’ (ac) R. Petherick 29’ N. Wilson |

##### 7º e 8º posto
| Arbitri: | Marcelo Servetto Simon Taylor |

|                                             |           |                       |
| M. Waqas 4’ A.H. Khan 44’ M. Imran 61’ (ac) | Marcatori | 30’ 33’ Hyun Hye-Sung |

##### 5º e 6º posto
| Arbitri: | Roel van Eert Colin Hutchinson |

|                                 |           |                                                                         |
| R. Alegre 19’ (ac) E. Tubau 61’ | Marcatori | 3’ J. Dekeyser 21’ (ac) 32’ (ac) T. Boon 24’ F. van Aubel 52’ T. Briels |

#### Fase finale
|  | Semifinali  | Semifinali  | Semifinali  |             |          | Finale          | Finale          | Finale          |  |
|  |             |             |             |             |          |                 |                 |                 |  |
|  | Australia   | Australia   | 2           |             |          |                 |                 |                 |  |
|  | Australia   | Australia   | 2           |             |          |                 |                 |                 |  |
|  | Germania    | Germania    | 4           |             |          |                 |                 |                 |  |
|  | Germania    | Germania    | 4           |             | Germania | Germania        | 2               |                 |  |
|  |             |             |             |             | Germania | Germania        | 2               |                 |  |
|  |             |             | Paesi Bassi | Paesi Bassi | 1        |                 |                 |                 |  |
|  | Regno Unito | Regno Unito | Paesi Bassi | Paesi Bassi | 1        | 2               |                 |                 |  |
|  | Regno Unito | Regno Unito |             |             |          | 2               |                 |                 |  |
|  | Paesi Bassi | Paesi Bassi | 9           |             |          | Finale 3º posto | Finale 3º posto | Finale 3º posto |  |
|  | Paesi Bassi | Paesi Bassi | 9           |             |          |                 |                 |                 |  |
|  |             |             |             |             |          |                 |                 |                 |  |
|  |             |             |             |             |          | Australia       | Australia       | 3               |  |
|  |             |             |             |             |          | Australia       | Australia       | 3               |  |
|  |             |             |             |             |          | Regno Unito     | Regno Unito     | 1               |  |

##### Semifinali
| Arbitri: | Gary Simmonds Hamish Jamson |

|                             |           |                                                                 |
| K. Govers 22’ G. Turner 42’ | Marcatori | 27’ (ac) M. Fürste 54’ M. Witthaus 59’ (ac) T. Weß 63’ F. Fuchs |

| Arbitri: | Christian Blasch David Gentles |

|                                       |           | |
| A. Jackson 18’ (ac) R. Moore 65’ (ac) | Marcatori | 9’ (ac) 15’ 60’ (ac) R. Weusthof 22’ (ac) M. van der Weerden 33’ 44’ 51’ B. Bakker 47’ T. de Nooijer 48’ F. Evers |

##### Finale 3º e 4º posto
| Arbitri: | Christian Blach Gary Simmonds |

|                                                |           |                    |
| S. Orchard 17’ J. Dwyer 48’ (ac) K. Govers 57’ | Marcatori | 29’ (ac) I. Lewers |

##### Finale 1º e 2º posto
| Arbitri: | David Gentles Ged Curran |

|                      |           |                             |
| J.P. Rabente 33’ 66’ | Marcatori | 54’ (ac) M. van der Weerden |

| Campione olimpico di Hockey su prato del 2012 |
| --------------------------------------------- |
| Germania 4º titolo                            |